# Gare de Stein-Säckingen
La gare de Stein-Säckingen (en allemand Bahnhof Stein-Säckingen) est la gare de Stein, en Suisse.

## Situation ferroviaire
La gare est située au point kilométrique (PK) 58,8 de la Ligne de la Bözberg.